# Pilgerweg von Epidauros

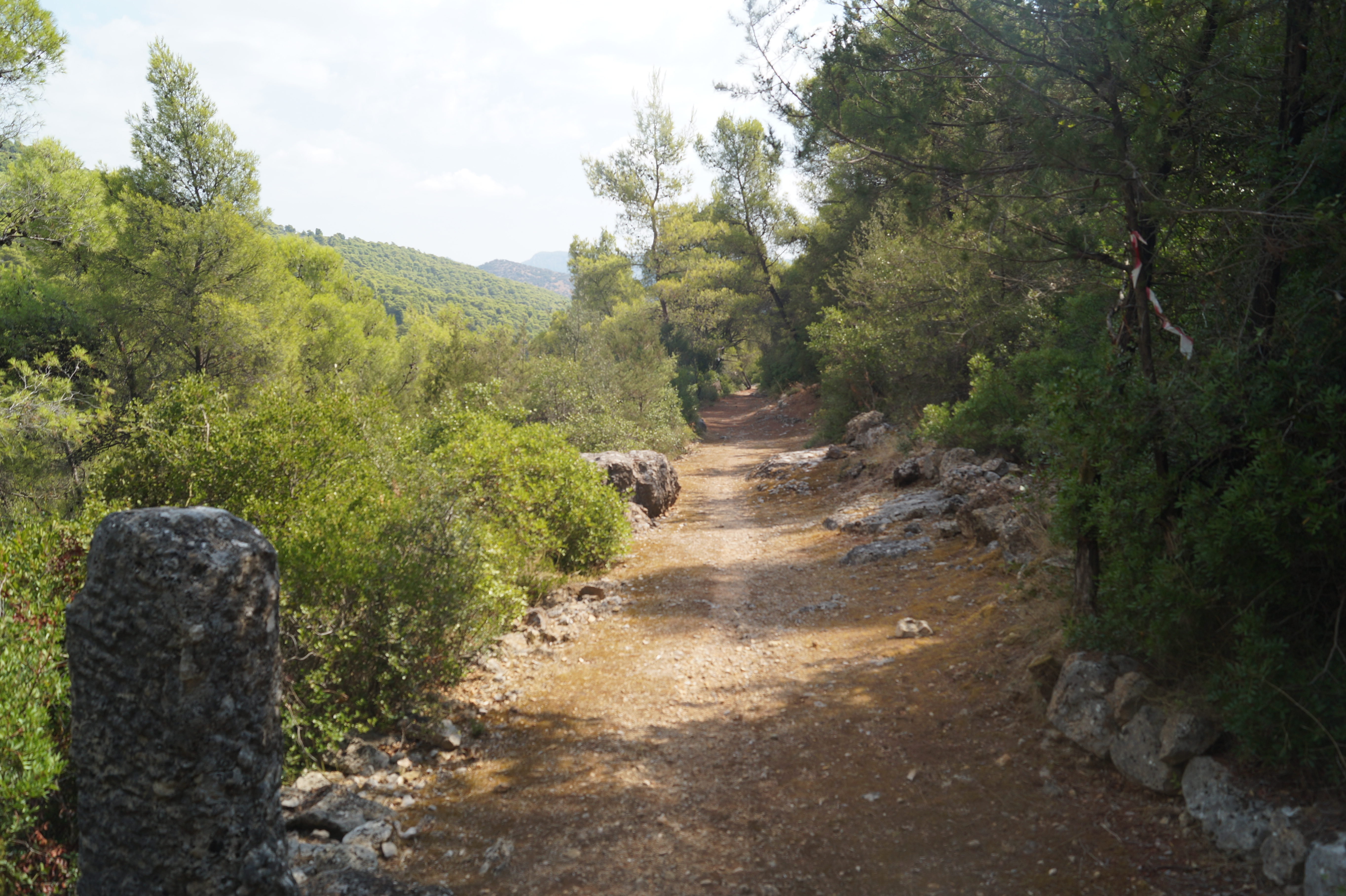
Pilgerweg von Epidauros oberhalb des Tsipianiti-Bachs

Der Pilgerweg von Epidauros verband in der Antike die griechische Hafenstadt Epidauros mit dem Asklepieion von Epidauros. Der Weg war etwa 12 km lang und überwand einen Höhenunterschied von 320 m.

## Beschreibung

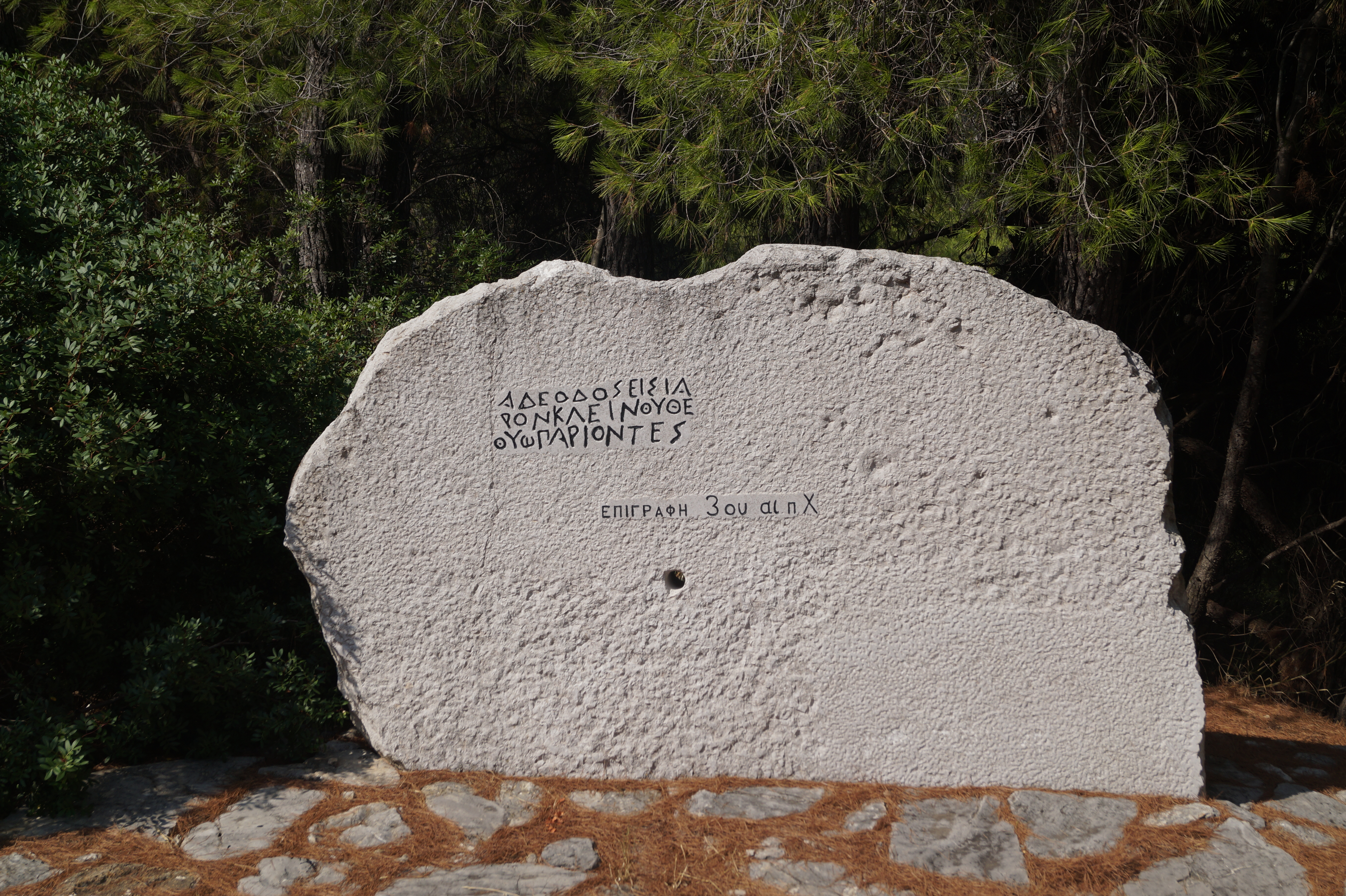
Kopie des beschrifteten Steins am Einstieg des Wanderwegs

Der Pilgerweg begann am Hafen von Epidauros, wo viele Pilger anlandeten, und führte zunächst nach Südwesten, um den Berg westlich von Epidaurus zu umgehen. Kurz nachdem man die Stadt verlassen hatte, passierte man die Gräber von Prokles und seiner Tochter Melisse. Nun verlief er westlich bis zu dem ausgetrockneten Flussbett, ohne es zu überqueren, verlief weiter westlich durch den heutigen Ort Epano Epidavros und südlich des Hügels Koloti. Auf diesem Hügel entdeckte man Siedlungsreste aus dem Frühhelladikum, und man vermutet, dass hier auch das Hyrnethion lag. Pausanias berichtet, dass es hier einen heiligen Hain mit wilden Olivenbäumen gab und dass es verboten war, abgebrochene Äste mitzunehmen. Nun folgte der antike Weg in etwa der Nationalstraße Ethniki Odos 70 bis zur Brücke über das ausgetrocknete Flussbett. 
Von hier verlief er nach Süden bis zu einer Quelle unterhalb der Kirche Agios Andreas. Nachdem sich die Pilger hier erfrischt hatten, folgten sie der Schlucht im Westen. Der Weg verlief am Hang nördlich des Tsipianiti-Bachs. Nach etwa 1 km gelangte man zum Ort Klimaki (griechisch Κλιμάκι = steiler Anstieg, Treppe), an dem ein bronzezeitliches Tholosgrab freigelegt wurde. Nun wendete sich der Weg nach Süden, durchquerte den Bach und kletterte parallel zur Schlucht langsam nach oben, bis er die 1970 gebaute Nationalstraße Ethniki Odos 10 erreichte und ihr etwa 2 km folgte. In der großen Schleife der Nationalstraße führte der Weg nun nach Süden zwischen den Bergen Velanidia und Theokafto und erreichte nach etwa 1 km die Propyläen des Asklepions  von Epidauros.

## Geschichte
Wie die Funde entlang des Weges und bei dem Heiligtum des Apollon Maleatas zeigen, wurde der Weg bereits in der Bronzezeit verwendet. Mit dem Beginn der Verehrung des Heilgotts Asklepios Mitte des 5. Jahrhunderts v. Chr. nahm die Zahl der Besucher, vor allem Pilger, Heilsuchende und Geheilte, zu und erreichte im 4. und 3. Jahrhundert v. Chr. ein Maximum. Aber auch in der folgenden Hellenistischen und Römischen Zeit kamen viele Besucher. Neben den Besuchern mussten auch viele Waren und Lebensmittel mit Wagen ins Heiligtum gebracht werden.
Besonders zu den Asklepischen Spielen, die seit 480 v. Chr. alle vier Jahre abgehalten wurden, schwoll der Besucherstrom an. Zu Beginn zog eine Prozession mit Adeligen, Priestern und offiziellen Gesandten aus den Kolonien Ägina, Kos, Astypalea, Nisyros, Kalynda und Samos und anderen Städten. Ihnen folgten Athleten, Opfertiere und Schaulustige.
Wahrscheinlich wurde der Weg bis in die Neuzeit verwendet. Edward Dodwell reiste zwischen 1801 und 1806 durch Griechenland und beschrieb den Weg als sehr schlecht. William Gell, der die Peloponnes 1811 bereiste, nutzte auch den Weg vom Asklepion nach Epidavros. Er sah im oberen Bereich einen Wachturm und bei Epano Epidavros einen Tumulus und römische Ruinen. 1949 entdeckte G. Katsaros, ein Bauer aus dem nahegelegenen Koroni, bei Lygourio eine beschriftete Schieferplatte von 0,54 × 0,39 m Größe und 1,5 bis 4 cm Dicke. Die Inschrift stammte aus dem 3. Jahrhundert v. Chr. und lautet:
```
ΑΔΕ ΟΔΟΣ ΕΙΣ ΙΑΡΟΝ ΚΛΕΙΝΟΥ ΘΕΟΥ Ω ΠΑΡΙΟΝΤΕΣ
Reisende diese Straße führt zum Heiligtum des Gottes der Heilung
```

## Der Pilgerweg heute
Im Jahre 2000 wurde ein 1,7 km langes Teilstück des Pilgerwegs freigelegt und befestigt. Der Weg wurde mit Stützmauern gesichert und oberhalb der Schlucht Fluchtwege eingerichtet. Das Teilstück wurde in das Wanderwegenetz rund um Epidauros einbezogen. Am oberen Ende, das etwa 2,5 km nördlich der Ausgrabungsstätte an der Nationalstraße Ethniki Odos 10 liegt, wurde ein Haltestreifen für Besucher angelegt und am Einstieg des Weges wurde eine Kopie der aufgefundenen Inschrift aufgestellt. Die antiken Stützmauern sind größtenteils durch Erosion zerstört worden, nur stellenweise sind sie noch sichtbar. An manchen Stellen sind im Fels antike Wagenspuren zu erkennen und einige steinernen Wegmarken erhalten. Das untere Ende des Pilgerwegs befindet sich am Ende des engen Tals bei Agios Andreas. Hier wurde der Bereich um die Quelle neu gestaltet.
Seit 2010 findet alljährlich eine von dem Marathonläufer Vlasi Karavasili initiierte Laufveranstaltung statt, in die der alte Pilgerweg integriert wird.